# Bajo alemán de Frisia oriental
El bajo alemán de Frisia oriental (en alemán: ostfriesisches Niederdeutsch), o bajo sajón de Frisia oriental (en alemán: ostfriesisches Plattdeutsch; propio: Oostfreesch Platt —o sencillamente Platt—), es un dialecto del bajo alemán occidental (también llamado bajo sajón) que se habla en la región de Frisia oriental (principalmente en la península e islas homónimas), ubicada en el estado de Baja Sajonia, al noroeste de Alemania. Se trata de un habla común en esta región, en paralelo al alemán estándar, hablada por más de la mitad de la población autóctona, con alrededor de 230 000 hablantes, además de varios miles fuera de Alemania y una minoría de hablantes del bajo sajón (no el frisio) que también la entienden hasta cierto nivel. Como muchos otros dialectos regionales, en las últimas décadas ha sufrido un descenso en el número de hablantes.
Siendo el idioma regional más común de la Frisia oriental, con diferencia, se le suele llamar Ostfriesisch (frisón oriental) a secas. Por lo que no se debe confundir con el idioma frisón oriental, hablado por unas 2000 personas en cuatro localidades del municipio de Saterland, que es una lengua frisona y no bajoalemana. A esta variedad frisona se suele referir por su nombre dialectal, frisón de Saterland, evitando confusiones con el dialecto bajosajón.
En el distrito de Frisia, a pesar de su nombre y ubicación costera (en el mar de Frisia), la lengua frisona está extinta desde la década de 1950. Los dialectos regionales hablados en este distrito son el bajo sajón de Oldemburgo y el bajo sajón de Frisia oriental, este último llamado frecuentemente ‘frisón oriental’.

## Características
El bajo alemán de Frisia oriental cuenta con dos grupos principales de variedades. El grupo más oriental, llamado harlinger Platt, presenta fuertes influencias del bajo sajón septentrional de Oldemburgo, mientras que el grupo occidental queda más cerca del bajo sajón groningués, hablado en la provincia neerlandesa de Groninga y en la frontera nororiental de la provincia de Drente, también en Países Bajos. De hecho, la principal diferencia entre el grupo occidental del bajo sajón frisio y el bajo sajón neerlandés radica mayormente en los préstamos léxicos, el uno del alemán y el otro del neerlandés.
El bajo sajón de Frisia oriental se distingue del bajo sajón septentrional en varios aspectos, casi todos relacionados con la herencia frisona de la lengua. La lengua hablada originalmente en la macrorregión Groninga-Frisia oriental era el frisón antiguo, y más tarde el frisón medio, por lo que las variedades bajoalemanas de ficha región, conformando el grupo de dialectos frisiosajones, fueron originalmente un sustrato frisón del bajo sajón, cada vez más extendido por el norte de Alemania. Aquello dio lugar a una presencia significativa de elementos léxicos, sintácticos y fonológicos que hacen que esta variedad del bajo sajón tenga rasgos muy particulares que la distinguen de las demás. Su léxico sigue contando a día de hoy con algunos vocablos del antiguo frisón, cosa poco común en las lenguas frisonas ya que a diferencia de ellas no es una evolución del antiguo frisón, sino una evolución del bajo alemán sobre la base del antiguo frisón.

## Ejemplos
Uno de los elementos característicos del bajo alemán frisio es el frecuente uso de diminutivos, lo mismo que en neerlandés (por ejemplo: Kluntje, un terrón de azúcar piedra). Debido a ello, muchos diminutivos de nombres personales, sobre todo femeninos, se han convertido en nombres propios: Antje de Anna, Trientje de Trina (en sí abreviatura de Katharina), etc.
A continuación una comparación entre palabras en bajo alemán frisio, bajo sajón de Groninga, bajo sajón septentrional, frisón occidental e inglés (los dos últimos lenguas estrechamente relacionadas entre sí):
| Lenguas bajoalemanas | Lenguas bajoalemanas | Lenguas bajoalemanas | Lenguas anglofrisonas | Lenguas anglofrisonas |
| BS Frisia oriental   | BS groningués        | BS septentrional     | Frisón occidental     | Inglés                |
| -------------------- | -------------------- | -------------------- | --------------------- | --------------------- |
| hör [høːr]           | heur [høːr]          | ehr [eə]             | har                   | her                   |
| mooi [moːɪ]          | mooi [moːɪ]          | scheun [ʃœːin]       | moai                  | beautiful, nice, fine |
| was [vas]            | was [vas]            | wer [vɛ.iə]          | wie                   | was                   |
| geböhren [ɡebøːnː]   | gebeurn [ɣəbøːnː]    | passeern [passe.rn]  | barre                 | to happen             |
| proten [proːtnˑˈ]    | proaten [proːtnˑˈ]   | snakken [snakɪn]     | prate                 | to talk               |

Como en casi todas las variedades del bajo alemán (y por tanto muy común en el norte de Alemania), el saludo típico en el bajo alemán de Frisia oriental es Moin (en la variedad de Groninga, Moi).